# فرنسية كندية
الفرنسية الكندية أو فرنسية كندا تعني اللغة الفرنسية المتكلمة في كندا. وتنقسم إلى قسمين رئيسيتين:
- فرنسية كبكية يتكلمها الفرنكفونيون الكبكيون.
- فرنسية أكادية يتكلمها الفرنكفونيون في المقاطعات البحرية، جنوب غاسبيزي، جزر الماديلين، نورث شور (Côte-Nord الساحل الشمالي) ونيو إنجلاند